# Labdarúgás az 1964. évi nyári olimpiai játékokon (kvalifikáció)
Az 1964. évi nyári olimpiai játékok labdarúgótornájára tizenhat nemzet indulását fogadták el, azonban ennél több nemzet jelezte indulási szándékát, emiatt selejtezőtornára volt szükség. A selejtezőket kontinensenként külön-külön rendezték. Az alábbi lista tartalmazza a földrészekről érkező nemzetek számát:
- Japán, mint rendező ország automatikus indulási joggal
- Jugoszlávia, mint címvédő automatikus indulási joggal
- 5 másik nemzet Európából
- 3 másik nemzet Ázsiából
- 3 nemzet Afrikából
- 2 nemzet Dél-Amerikából
- 1 nemzet Észak- és Közép-Amerikából

## Európa
Európában öt csoportba sorolták a huszonkét indulót. A csoportokon belül nem klasszikus csoportmérkőzéseket játszottak egymás ellen a csapatok, hanem egyenes kieséses rendszer szerint állapították meg a továbbjutót. A csapatokat párokba sorsolták, és az oda-visszavágós rendszer után a jobbik fél bejutott a következő körbe. Ez addig folytatódott, míg ki nem került a győztes csapat, aki indulási jogot szerzett az olimpiára.

### Első csoport
Az első csoportba öt nemzet kapott besorolást: Albánia, Bulgária, Dánia, Luxemburg és Románia.

#### Selejtező
A selejtezőt Albánia és Bulgária nemzeti tizenegye játszotta és kettős győzelemmel Bulgária jutott tovább.
| 1. mérkőzés | Albánia | 0-1 | Bulgária |  |
| 1. mérkőzés |         |     |          |  |

| visszavágó | Bulgária | 1-0 | Albánia |  |
| visszavágó |          |     |         |  |

#### Csoport-elődöntők
Az elődöntőben a két páros közül az egyikben a selejtezőből továbbjutó Bulgáriának Luxemburggal kellett volna megmérkőznie, azonban Luxemburg csapata visszalépett, így Bulgária játék nélkül jutott tovább. A dán-román párharcban harmadik mérkőzésre, úgynevezett rájátszásra volt szükség, mivel az első két találkozón teljesen azonos eredmény született. Mindkét találkozón a vendég csapat 3-2-re győzött.
| 1. mérkőzés | Bulgária | - | Luxemburg |  |
| 1. mérkőzés |          |   |           |  |

| 1. mérkőzés | Dánia | 2-3 | Románia |  |
| 1. mérkőzés |       |     |         |  |

| visszavágó | Románia | 2-3 | Dánia |  |
| visszavágó |         |     |       |  |

##### Rájátszás
A továbbjutást eldöntő harmadik mérkőzést semleges helyszínen játszották. Románia hosszabbítás után legyőzte Dániát, és továbbjutott.
| rájátszás | Románia | 2-1 | Dánia | Torino (Olaszország) |
| rájátszás | (h.u.)  |     |       | Torino (Olaszország) |

#### Csoport-döntő
Az előző körből továbbjutó bolgár és román válogatott egymás elleni mérkőzésein Románia válogatottja mindkét mérkőzésen győzni tudott, ezzel kivívta az olimpián való indulás jogát.
| 1. mérkőzés | Bulgária | 0-1 | Románia |  |
| 1. mérkőzés |          |     |         |  |

| visszavágó | Románia | 2-1 | Bulgária |  |
| visszavágó |         |     |          |  |

### Második csoport
A második csoportba négy nemzet kapott besorolást: Magyarország, Spanyolország, Svájc és Svédország.

#### Csoport-elődöntők
Magyarországnak Svédországgal, míg Spanyolországnak Svájccal kellett megmérkőznie. A magyarok miután hazai pályán fölényes győzelmet arattak, a visszavágón már a döntetlen is elég volt Magyarország továbbjutásához. A másik párharcban Spanyolország lett a továbbjutó, mivel mind idegenben, mind hazai pályán győzni tudott.
| 1. mérkőzés | Magyarország | 4-0 | Svédország |  |
| 1. mérkőzés |              |     |            |  |

| visszavágó | Svédország | 2-2 | Magyarország |  |
| visszavágó |            |     |              |  |

| 1. mérkőzés | Svájc | 0-1 | Spanyolország |  |
| 1. mérkőzés |       |     |               |  |

| visszavágó | Spanyolország | 6-0 | Svájc |  |
| visszavágó |               |     |       |  |

#### Csoport-döntő
Az előző körből továbbjutó magyar és spanyol válogatott egymás elleni mérkőzésein Magyarország válogatottja mindkét mérkőzésen győzni tudott, ezzel kivívta az olimpián való indulás jogát.
| 1. mérkőzés | Spanyolország | 1-2 | Magyarország |  |
| 1. mérkőzés |               |     |              |  |

| visszavágó | Magyarország | 3-0 | Spanyolország |  |
| visszavágó |              |     |               |  |

### Harmadik csoport
A harmadik csoportba öt nemzet kapott besorolást: Finnország, Hollandia, Német Demokratikus Köztársaság, Német Szövetségi Köztársaság és Szovjetunió.

#### Selejtező
A selejtezőt a kelet- és a nyugat-német csapat játszotta, és jobb gólkülönbséggel Kelet-Németország jutott tovább.
| 1. mérkőzés | NDK | 3-0 | NSZK |  |
| 1. mérkőzés |     |     |      |  |

| visszavágó | NSZK | 2-1 | NDK |  |
| visszavágó |      |     |     |  |

#### Csoport-elődöntők
A szovjet-finn párharcot hatalmas fölénnyel Szovjetunió csapata nyerte, így továbbjutott. A másik párban a selejtezőből továbbjutó NDK kettős győzelmet aratva Hollandia felett, továbbjutott.
| 1. mérkőzés | Szovjetunió | 7-0 | Finnország |  |
| 1. mérkőzés |             |     |            |  |

| visszavágó | Finnország | 0-4 | Szovjetunió |  |
| visszavágó |            |     |             |  |

| 1. mérkőzés | Hollandia | 0-1 | NDK |  |
| 1. mérkőzés |           |     |     |  |

| visszavágó | NDK | 3-1 | Hollandia |  |
| visszavágó |     |     |           |  |

#### Csoport-döntő
A szovjet és a kelet-német csapat nem bírt egymással az első két mérkőzésen. Mindkét meccs végeredménye 1-1 lett, így következhetett a rájátszás.
| 1. mérkőzés | NDK | 1-1 | Szovjetunió |  |
| 1. mérkőzés |     |     |             |  |

| visszavágó | Szovjetunió | 1-1 | NDK |  |
| visszavágó |             |     |     |  |

##### Rájátszás
A rájátszást semleges pályán rendezték, és a szovjetek vereséget szenvedtek, így Kelet-Németország csapata indulhatott az olimpián.
| rájátszás | NDK | 4-1 | Szovjetunió | Varsó (Lengyelország) |
| rájátszás |     |     |             | Varsó (Lengyelország) |

### Negyedik csoport
A negyedik csoportba három nemzet kapott besorolást: Lengyelország, Olaszország és Törökország.

#### Csoport-elődöntők
A sorsolás folyományaként Lengyelország erőnyerőként, játék nélkül jutott tovább. A másik két nemzet első mérkőzésén döntetlen eredmény született, a másodikon viszont az olaszok átgázoltak a törökökön, így Olaszország jutott tovább.
| 1. mérkőzés | Törökország | 2-2 | Olaszország |  |
| 1. mérkőzés |             |     |             |  |

| visszavágó | Olaszország | 7-1 | Törökország |  |
| visszavágó |             |     |             |  |

#### Csoport-döntő
A döntőbe játék nélkül eljutó lengyelek mindkét mérkőzésen kikaptak, így Olaszország nemzeti válogatottja indulhatott az olimpián.
| 1. mérkőzés | Olaszország | 3-0 | Lengyelország |  |
| 1. mérkőzés |             |     |               |  |

| visszavágó | Lengyelország | 0-1 | Olaszország |  |
| visszavágó |               |     |             |  |

### Ötödik csoport
Az ötödik csoportba öt nemzet kapott besorolást: Csehszlovákia, Franciaország, Görögország, Izland és Nagy-Britannia.

#### Selejtező
A selejtezőt az izlandi és a brit válogatott játszotta, és elsöprő fölénnyel, mindkét mérkőzést megnyerve Nagy-Britannia jutott tovább.
| 1. mérkőzés | Izland | 0-6 | Nagy-Britannia |  |
| 1. mérkőzés |        |     |                |  |

| visszavágó | Nagy-Britannia | 4-0 | Izland |  |
| visszavágó |                |     |        |  |

#### Csoport-elődöntők
A cseh-francia páros csatájából Csehszlovákia két győzelemmel jutott tovább. A selejtezőből továbbjutó briteket azonban Görögország jobb gólkülönbséggel elütötte a továbbjutástól.
| 1. mérkőzés | Csehszlovákia | 4-0 | Franciaország |  |
| 1. mérkőzés |               |     |               |  |

| visszavágó | Franciaország | 2-4 | Csehszlovákia |  |
| visszavágó |               |     |               |  |

| 1. mérkőzés | Nagy-Britannia | 2-1 | Görögország |  |
| 1. mérkőzés |                |     |             |  |

| visszavágó | Görögország | 4-1 | Nagy-Britannia |  |
| visszavágó |             |     |                |  |

#### Csoport-döntő
A döntőből Csehszlovákia nemzeti tizenegye játék nélkül szerzett indulási jogot az olimpiára.
| 1. mérkőzés | Csehszlovákia | - | Görögország |  |
| 1. mérkőzés |               |   |             |  |

## Ázsia
Az ázsiai rendszer az európai lebonyolítási rendszerhez hasonlóan zajlott. Ázsiában három csoportba sorolták a tizenhat indulót. A csoportokon belül nem klasszikus csoportmérkőzéseket játszottak egymás ellen a csapatok, hanem egyenes kieséses rendszer szerint állapították meg a továbbjutót. A csapatokat párokba sorsolták, és az oda-visszavágós rendszer után a jobbik fél bejutott a következő körbe. Ez addig folytatódott, míg ki nem került a győztes csapat, aki indulási jogot szerzett az olimpiára.

### Első csoport
Az első csoportba öt nemzet kapott besorolást: Dél-Vietnám, Fülöp-szigetek, Izrael, Dél-Korea és Tajvan.

#### Selejtező
A selejtezőt Dél-Korea és Tajvan csapatai játszották, és miután egy-egy mérkőzést nyert meg mindkét csapat, ráadásul mindketten egy góllal múlták felül a másikat, ezért az akkori szabályoknak megfelelően harmadik mérkőzés döntött a továbbjutásról.
| 1. mérkőzés | Dél-Korea | 2-1 | Tajvan |  |
| 1. mérkőzés |           |     |        |  |

| visszavágó | Tajvan | 1-0 | Dél-Korea |  |
| visszavágó |        |     |           |  |

##### Rájátszás
Azonban a rájátszás elmaradt, és így játék nélkül Dél-Korea jutott tovább.
| rájátszás | Dél-Korea | - | Tajvan |  |
| rájátszás |           |   |        |  |

#### Csoport-elődöntők
A selejtezőkből továbbjutó Dél-Korea válogatottja ismét játék nélkül jutott tovább. A másik párban Izrael is és Dél-Vietnám is idegenben múlta felül a másikat, azonban Dél-Vietnám csapata két góllal nyert, ezért jobb gólkülönbségének köszönhetően továbbjutott.
| 1. mérkőzés | Dél-Korea | - | Fülöp-szigetek |  |
| 1. mérkőzés |           |   |                |  |

| 1. mérkőzés | Dél-Vietnám | 0-1 | Izrael |  |
| 1. mérkőzés |             |     |        |  |

| visszavágó | Izrael | 0-2 | Dél-Vietnám |  |
| visszavágó |        |     |             |  |

#### Csoport-döntő
A döntőben Dél-Korea háromgólos győzelmet aratott az első mérkőzésen, így a visszavágón már egy döntetlen is elegendő volt az olimpiára való továbbjutáshoz.
| 1. mérkőzés | Dél-Korea | 3-0 | Dél-Vietnám |  |
| 1. mérkőzés |           |     |             |  |

| visszavágó | Dél-Vietnám | 2-2 | Dél-Korea |  |
| visszavágó |             |     |           |  |

### Második csoport
A második csoportba öt nemzet kapott besorolást: Burma, Indonézia, Észak-Korea, Malajzia és Thaiföld.

#### Selejtező
A selejtezőn Thaiföld egy győzelemmel és egy döntetlennel jutott tovább.
| 1. mérkőzés | Malajzia | 1-1 | Thaiföld |  |
| 1. mérkőzés |          |     |          |  |

| visszavágó | Thaiföld | 3-2 | Malajzia |  |
| visszavágó |          |     |          |  |

#### Csoport-elődöntők
Észak-Korea egy döntetlen után hazai pályán legyőzte Burmát, így továbbjutott. A másik párharcból játék nélkül Thaiföld csapata jutott tovább.
| 1. mérkőzés | Burma | 0-0 | Észak-Korea |  |
| 1. mérkőzés |       |     |             |  |

| visszavágó | Észak-Korea | 1-0 | Burma |  |
| visszavágó |             |     |       |  |

| 1. mérkőzés | Thaiföld | - | Indonézia |  |
| 1. mérkőzés |          |   |           |  |

#### Csoport-döntő
Mindkét mérkőzést semleges helyszínen játszották, és Észak-Korea fölényes kettős győzelemmel szerzett jogot az olimpián való indulásra.
| 1. mérkőzés | Észak-Korea | 2-0 | Thaiföld | Rangun (Burma) |
| 1. mérkőzés |             |     |          | Rangun (Burma) |

| visszavágó | Thaiföld | 0-5 | Észak-Korea | Rangun (Burma) |
| visszavágó |          |     |             | Rangun (Burma) |

### Harmadik csoport
A harmadik csoportba hat nemzet kapott besorolást: Ceylon, India, Irak, Irán, Libanon és Pakisztán.

#### Selejtezők
Ebben a csoportban két párosnak is selejtezőt kellett játszania. Irán jobb gólkülönbséggel jutott tovább Pakisztán ellenében, India pedig kiütötte Ceylont, és továbbjutott.
| 1. mérkőzés | Irán | 4-1 | Pakisztán |  |
| 1. mérkőzés |      |     |           |  |

| visszavágó | Pakisztán | 1-0 | Irán |  |
| visszavágó |           |     |      |  |

| 1. mérkőzés | Ceylon | 3-5 | India |  |
| 1. mérkőzés |        |     |       |  |

| visszavágó | India | 7-0 | Ceylon |  |
| visszavágó |       |     |        |  |

#### Csoport-elődöntők
A selejtezőből továbbjutó Irán csapata Irakkal mérkőzött, az otthoni győzelem után idegenben egy döntetlennel továbbjutott. A másik párban ugyancsak a selejtezőből továbbjutó India játék nélkül jutott a csoport-döntőbe.
| 1. mérkőzés | Irán | 4-0 | Irak |  |
| 1. mérkőzés |      |     |      |  |

| visszavágó | Irak | 0-0 | Irán |  |
| visszavágó |      |     |      |  |

| 1. mérkőzés | India | - | Libanon |  |
| 1. mérkőzés |       |   |         |  |

#### Csoport-döntő
A csoport-döntőn Irán kettős győzelmet aratott, így kvalifikálta magát az olimpiára.
| 1. mérkőzés | Irán | 3-0 | India |  |
| 1. mérkőzés |      |     |       |  |

| visszavágó | India | 1-3 | Irán |  |
| visszavágó |       |     |      |  |

## Afrika
Az afrikai rendszer az európai lebonyolítási rendszerhez hasonlóan zajlott. Afrikában három csoportba sorolták a tizenkét indulót. A csoportokon belül nem klasszikus csoportmérkőzéseket játszottak egymás ellen a csapatok, hanem egyenes kieséses rendszer szerint állapították meg a továbbjutót. A csapatokat párokba sorsolták, és az oda-visszavágós rendszer után a jobbik fél bejutott a következő körbe. Ez addig folytatódott, míg ki nem került a győztes csapat, aki indulási jogot szerzett az olimpiára.

### Első csoport
Az első csoportba négy nemzet kapott besorolást: Egyesült Arab Köztársaság, Rodézia, Szudán és Uganda.

#### Csoport-elődöntők
Az Egyesült Arab Köztársaság kettős győzelemmel jutott tovább Uganda ellen, míg Szudán játék nélkül jutott a döntőbe.
| 1. mérkőzés | Uganda | 1-4 | Egyesült Arab Köztársaság |  |
| 1. mérkőzés |        |     |                           |  |

| visszavágó | Egyesült Arab Köztársaság | 3-1 | Uganda |  |
| visszavágó |                           |     |        |  |

| 1. mérkőzés | Szudán | - | Rhodézia |  |
| 1. mérkőzés |        |   |          |  |

#### Csoport-döntő
Az Egyesült Arab Köztársaság az első mérkőzésen megverte Szudánt, így a visszavágón elég volt a döntetlen is az olimpiai szereplés kivívásához.
| 1. mérkőzés | Egyesült Arab Köztársaság | 4-1 | Szudán |  |
| 1. mérkőzés |                           |     |        |  |

| visszavágó | Szudán | 3-3 | Egyesült Arab Köztársaság |  |
| visszavágó |        |     |                           |  |

### Második csoport
A második csoportba négy nemzet kapott besorolást: Dahomey, Ghána, Libéria és Tunézia.

#### Csoport-elődöntők
Ghána csapata kettős győzelemmel jutott tovább Libéria csapata ellen, míg a másik ágon Dahomey és Tunézia csapata nem bírt egymással, mindkét mérkőzés döntetlennel ért véget, így rájátszásra került sor.
| 1. mérkőzés | Libéria | 4-5 | Ghána |  |
| 1. mérkőzés |         |     |       |  |

| visszavágó | Ghána | 1-0 | Libéria |  |
| visszavágó |       |     |         |  |

| 1. mérkőzés | Dahomey | 2-2 | Tunézia |  |
| 1. mérkőzés |         |     |         |  |

| visszavágó | Tunézia | 1-1 | Dahomey |  |
| visszavágó |         |     |         |  |

##### Rájátszás
A semleges pályán lejátszott harmadik mérkőzésen sem bírtak egymással a csapatok. Az akkori szabályoknak megfelelően pénzfeldobással döntötték el a továbbjutót. A szerencse Tunéziának kedvezett.
| rájátszás | Dahomey | 1-1 | Tunézia | Casablanca (Marokkó) |
| rájátszás | (h. u.) |     |         | Casablanca (Marokkó) |

#### Csoport-döntő
A két találkozón egy-egy győzelmet aratott mindkét válogatott, azonban Ghána két góllal verte Tunéziát, így jobb gólkülönbséggel ez a csapat utazhatott az olimpiára.
| 1. mérkőzés | Ghána | 2-0 | Tunézia |  |
| 1. mérkőzés |       |     |         |  |

| visszavágó | Tunézia | 2-1 | Ghána |  |
| visszavágó |         |     |       |  |

### Harmadik csoport
A harmadik csoportba négy nemzet kapott besorolást: Etiópia, Kenya, Marokkó és Nigéria.

#### Csoport-elődöntők
Habár Kenya megnyerte az első mérkőzést, azonban a visszavágón Etiópia hatgólos győzelmet aratott, ezzel továbbjutott. Nigéria is és Marokkó is három góllal nyert az otthoni mérkőzésén, emiatt következhetett a rájátszás.
| 1. mérkőzés | Kenya | 4-3 | Etiópia |  |
| 1. mérkőzés |       |     |         |  |

| visszavágó | Etiópia | 7-1 | Kenya |  |
| visszavágó |         |     |       |  |

| 1. mérkőzés | Nigéria | 3-0 | Marokkó |  |
| 1. mérkőzés |         |     |         |  |

| visszavágó | Marokkó | 4-1 | Nigéria |  |
| visszavágó |         |     |         |  |

##### Rájátszás
A semleges pályán lejátszott harmadik mérkőzést Marokkó nyerte, így továbbjutott.
| rájátszás | Marokkó | 2-1 | Nigéria | Dakar (Szenegál) |
| rájátszás |         |     |         | Dakar (Szenegál) |

#### Csoport-döntő
Marokkó mindkét mérkőzésen 1-0-ra nyert, ezzel kijutott az olimpiai labdarúgótornára.
| 1. mérkőzés | Etiópia | 0-1 | Marokkó |  |
| 1. mérkőzés |         |     |         |  |

| visszavágó | Marokkó | 1-0 | Etiópia |  |
| visszavágó |         |     |         |  |

## Dél-Amerika
Dél-Amerikában hét csapat nevezett be a selejtezőbe. Az ottani szokásoknak megfelelően egy csoportba tettek minden csapatot, és egy minitornán dőlt el a továbbjutás sorsa. A tornát Peru fővárosában, Limában rendezték. A tornán minden csapat játszott volna egy mérkőzést az összes többi csapat ellen, és ez hatorozta volna meg a végső sorrendet. Azonban a május 24-i mérkőzésen történt tragikus események folytán a további mérkőzéseket törölték, így az akkori sorrend döntött. Az első helyen álló Argentína kijutott az olimpiára, azonban a második és harmadik helyen álló brazil és perui válogatott eredményessége megegyezett, így e két nemzet játszott egy külön helyosztót a második továbbjutó helyért.
|  | Továbbjutó csapat |  | Helyosztót játszó csapatok |  | Kiesett csapatok |

| Nemzet    | P  | M | Gy | D | V | Lg | Kg | Gk  | Gá    |
| --------- | -- | - | -- | - | - | -- | -- | --- | ----- |
| Argentína | 10 | 5 | 5  | 0 | 0 | 11 | 1  | +10 | 11,00 |
| Brazília  | 5  | 3 | 2  | 1 | 0 | 6  | 2  | +4  | 3,00  |
| Peru      | 5  | 4 | 2  | 1 | 1 | 6  | 2  | +4  | 3,00  |
| Kolumbia  | 4  | 6 | 1  | 2 | 3 | 6  | 10 | -4  | 0,60  |
| Uruguay   | 3  | 5 | 0  | 3 | 2 | 3  | 7  | -4  | 0,43  |
| Chile     | 3  | 4 | 1  | 1 | 2 | 2  | 6  | -4  | 0,33  |
| Ecuador   | 2  | 5 | 0  | 2 | 3 | 4  | 10 | -6  | 0,40  |

Jelmagyarázat: P: elért pontok száma (győzelem 2 pont, döntetlen 1 pont, vereség 0 pont); M: lejátszott mérkőzések száma; Gy: győztes mérkőzések száma; D: döntetlennel végződő mérkőzések száma; V: vereségek száma; Lg: lőtt gólok száma; Kg: kapott gólok száma; Gk: gólkülönbség (=a kapott gólok kivonva a lőtt gólokból); Gá: gólátlag (=a lőtt gólok elosztva a kapott gólokkal)
| 1964. május 7. | Peru        | 1-1   | Ecuador    | Lima (Peru) |
| 1964. május 7. | Lobatón 65' | (0-1) | Rangel 28' | Lima (Peru) |

| 1964. május 8. | Argentína      | 2-0   | Kolumbia | Lima (Peru) |
| 1964. május 8. | Malleo 50' 74' | (0-0) |          | Lima (Peru) |

| 1964. május 8. | Uruguay | 0-0 | Chile | Lima (Peru) |
| 1964. május 8. |         |     |       | Lima (Peru) |

| 1964. május 10. | Peru    | 3-0 | Kolumbia | Lima (Peru) |
| 1964. május 10. | La Rosa |     |          | Lima (Peru) |

| 1964. május 11. | Argentína | 1-0   | Ecuador | Lima (Peru) |
| 1964. május 11. | Pérez 10' | (1-0) |         | Lima (Peru) |

| 1964. május 11. | Brazília  | 2-0 | Chile | Lima (Peru) |
| 1964. május 11. | Otton Ivo |     |       | Lima (Peru) |

| 1964. május 14. | Uruguay        | 1-1   | Ecuador       | Lima (Peru) |
| 1964. május 14. | Avellaneda 23' | (1-1) | Landazuri 38' | Lima (Peru) |

| 1964. május 14. | Brazília | 1-1 | Kolumbia | Lima (Peru) |
| 1964. május 14. |          |     |          | Lima (Peru) |

| 1964. május 16. | Argentína             | 4-0 | Chile | Lima (Peru) |
| 1964. május 16. | Malleo Manfredi Bulla |     |       | Lima (Peru) |

| 1964. május 17. | Peru | 2-0 | Uruguay | Lima (Peru) |
| 1964. május 17. |      |     |         | Lima (Peru) |

| 1964. május 18. | Kolumbia | 0-2   | Chile                 | Lima (Peru) |
| 1964. május 18. |          | (0-2) | Tabilo 37' Torres 45' | Lima (Peru) |

| 1964. május 19. | Brazília                     | 3-1   | Ecuador     | Lima (Peru) |
| 1964. május 19. | Zé Roberto 60' 70' Nelio 76' | (0-0) | Ordóñez 58' | Lima (Peru) |

| 1964. május 20. | Kolumbia                            | 4-1   | Ecuador      | Lima (Peru) |
| 1964. május 20. | Caicedo 11' 68' Caro 23' Varela 90' | (2-0) | Alvorado 55' | Lima (Peru) |

| 1964. május 20. | Argentína         | 3-1   | Uruguay    | Lima (Peru) |
| 1964. május 20. | Bulla 16' 76' 77' | (1-0) | Varela 88' | Lima (Peru) |

| 1964. május 23. | Uruguay     | 1-1   | Kolumbia     | Lima (Peru) |
| 1964. május 23. | Fontora 77' | (0-1) | Guerrero 45' | Lima (Peru) |

| 1964. május 24. | Peru | 0-1   | Argentína    | Lima (Peru) |
| 1964. május 24. |      | (0-0) | Manfredi 60' | Lima (Peru) |

A mérkőzés a 85. percben félbeszakadt, miután egy perui gólt nem adott meg a játékvezető, két ember megpróbálta megtámadni a bírót. A rendőrség gázt vetett be, hogy megfékezze a rendbontást, azonban a kialakuló pánikban 328 ember meghalt.
| 1964. május 26. | Chile | elmaradt | Ecuador | Lima (Peru) |
| 1964. május 26. |       |          |         | Lima (Peru) |

| 1964. május 26. | Brazília | elmaradt | Uruguay | Lima (Peru) |
| 1964. május 26. |          |          |         | Lima (Peru) |

| 1964. május 28. | Argentína | elmaradt | Brazília | Lima (Peru) |
| 1964. május 28. |           |          |          | Lima (Peru) |

| 1964. május 28. | Peru | elmaradt | Chile | Lima (Peru) |
| 1964. május 28. |      |          |       | Lima (Peru) |

| 1964. május 31. | Peru | elmaradt | Brazília | Lima (Peru) |
| 1964. május 31. |      |          |          | Lima (Peru) |

### Helyosztó
A második helyről döntő helyosztót a torna félbeszakítása után két héttel rendezték Rio de Janeiróban, ahol a brazil válogatott otthoni környezetben legyőzte Perut, ezzel indulási jogot szerzett az olimpiára.
| 1964. június 7. | Brazília                                  | 4-0   | Peru | Rio de Janeiro (Brazília) |
| 1964. június 7. | Roberto 20' Zé Roberto 30' Evaldo 45' 84' | (3-0) |      | Rio de Janeiro (Brazília) |

## Észak- és Közép-Amerika
Ebben a térségben öt csapat nevezett be a selejtezőbe. Ebből két csapat játszott egy előselejtezőt, és ennek az oda-visszavágós rendszerben lejátszott mérkőzéspárnak a győztese továbbjutott a négycsapatos csoportkörbe, melyet Mexikóvárosban rendeztek. A tornán minden nemzet egy-egy mérkőzést játszott a többi nemzet ellen. Erről a tornáról a csoportelső jutott ki az olimpiára.

### Előselejtező
Suriname nemzeti válogatottja a második mérkőzésen ledolgozta egygólos hátrányát, így bejutott a csoportkörbe.
| 1. mérkőzés | Antigua és Barbuda | 2-1 | Suriname |  |
| 1. mérkőzés |                    |     |          |  |

| visszavágó | Suriname | 3-0 | Antigua és Barbuda |  |
| visszavágó |          |     |                    |  |

### Csoportkör
A csoportkörben mind a négy csapat három-három mérkőzést játszott, és ez alapján alakult ki a végső sorrend. Ekkor még 2 pontos rendszerben játszották a meccseket. Mexikó hazai környezetben mindhárom mérkőzését megnyerve jutott ki az olimpiára.
|  | Továbbjutó csapat |  | Kiesett csapatok |

| Nemzet           | P | M | Gy | D | V | Lg | Kg | Gk  | Gá   |
| ---------------- | - | - | -- | - | - | -- | -- | --- | ---- |
| Mexikó           | 6 | 3 | 3  | 0 | 0 | 13 | 2  | +11 | 6,50 |
| Suriname         | 4 | 3 | 2  | 0 | 1 | 7  | 7  | 0   | 1,00 |
| Egyesült Államok | 2 | 3 | 1  | 0 | 2 | 5  | 5  | 0   | 1,00 |
| Panama           | 0 | 3 | 0  | 0 | 3 | 4  | 15 | -11 | 0,27 |

Jelmagyarázat: P: elért pontok száma (győzelem 2 pont, döntetlen 1 pont, vereség 0 pont); M: lejátszott mérkőzések száma; Gy: győztes mérkőzések száma; D: döntetlennel végződő mérkőzések száma; V: vereségek száma; Lg: lőtt gólok száma; Kg: kapott gólok száma; Gk: gólkülönbség (=a kapott gólok kivonva a lőtt gólokból); Gá: gólátlag (=a lőtt gólok elosztva a kapott gólokkal)
|  | Mexikó | 5-1 | Panama | Mexikóváros (Mexikó) |
|  |        |     |        | Mexikóváros (Mexikó) |

|  | Suriname | 1-0 | Egyesült Államok | Mexikóváros (Mexikó) |
|  |          |     |                  | Mexikóváros (Mexikó) |

|  | Mexikó | 6-0 | Suriname | Mexikóváros (Mexikó) |
|  |        |     |          | Mexikóváros (Mexikó) |

|  | Egyesült Államok | 4-2 | Panama | Mexikóváros (Mexikó) |
|  |                  |     |        | Mexikóváros (Mexikó) |

|  | Mexikó | 2-1 | Egyesült Államok | Mexikóváros (Mexikó) |
|  |        |     |                  | Mexikóváros (Mexikó) |

|  | Suriname | 6-1 | Panama | Mexikóváros (Mexikó) |
|  |          |     |        | Mexikóváros (Mexikó) |